# Bijeg (televizijska serija)
Bijeg (tur. Menekşe ile Halil) je turska dramska serija televizijska serija sa Sedef Avci i Kıvançom Tatlıtuğom u glavnim ulogama.U Hrvatskoj se premijerno prikazuje od 20. lipnja 2011. do 19. kolovoza 2011. na Novoj TV(ukupno 45 epizoda).

## Radnja
Ova serija govori o tome kako su za ostvarenje najveće ljubavi potrebni sloboda izbora i velika žrtva.
Prelijepa Menekşe rodila se je u Turskoj, ali živi u Berlinu. Njezina obitelj Doğantürk potpuno je zatvorena i konzervativno okrutna. Iako njezin otac s godinama polagano popušta sa svojim terorom, njegov mlađi sin preuzima ulogu vođe obitelji. Menekşin mlađi brat Kadir pokušava igrati očevu autoritarnu ulogu, dok je stariji brat Yusuf potpuno drugačiji. Iako poštuje običaje, Yusuf je veliki pristaša promjena.
Menekşin otac Hasan dogovori svojoj kćeri brak s Mustafom, Kadirovim prijateljem iz vojske. Menekşe je šokirana kada sazna za njegovu odluku o dogovorenom vjenčanju. Unatoč nametnutoj sudbini Menekşino srce pripada Halilu, mladiću bosanskih korijena s kojim zajedno radi u slastičarnici. Halil uvijek pronalazi nove načine kako da ostane nasamo s lijepom Menekşe. Njihova ljubav iz dana u dan sve više raste. 
No, ipak dolazi dan kada se Menekşe mora udati za Mustafu. Ona svoju tužnu sudbinu krije od Halila strahujući da mu se nešto ne bi dogodilo. Ipak, popusti pritisku obitelji te se udaje, a kada Halil to dozna odluči spasiti svoju voljenu. Tijekom prve bračne noći, Menekşe se pokuša oduprijeti Mustafi koji ju istuče. Unesrećenu i ispaćenu Menekşe baka savjetuje da pobjegne u Istanbul i pronađe svoje rođake Balcı. Menekşe se odluči na bijeg. Ispočetka obitelj Balcı ne zna ništa o stvarnoj situaciji. Menekşe ispočetka slaže da je došla u Istanbul kako bi našla posao te krije od njih ono što se zapravo sve dogodilo. 
Nakon nekog vremena Yusuf, Kadir i Mustafa pronalaze Menekşe. Otac obitelji Balcı smatra kako je ispravno da im kaže gdje se ona nalazi. No, čim Kadir uzme adresu, dolazi s oružjem i jedinom namjerom - da ubije svoju sestru koja je oblatila obitelj. Menekşe ipak uspije spasiti Yusuf, ali umjesto ubojstva odluči primijeniti na njoj još jedan okrutni običaj. Djevojke koje su oblatile ime obitelji, a nisu ubijene, moraju se udati za muškarca s kojim se nitko ne želi vjenčati te ih pošalju u daleka sela u planinama.
Menekşe tako završi na osami kako bi postala ženom bolesnog muškarca. Halil joj na neočekivani način ulazi u trag. Balcı kažu Halilu sve što se dogodilo, a slijedeći tragove, on je pronalazi. Pri susretu Halil i Menekşe shvate kako ljubav koju gaje jedno prema drugom nije nimalo popustila. Zajedno bježe iz sela u planini, a kada Menekşina obitelj to dozna odlučuje se za progon dvoje zaljubljenika. Sada više Menekşe ne gine smrtna presuda…

## Uloge
| Glumac/Glumica         | Lik                       |
| ---------------------- | ------------------------- |
| Kıvanç Tatlıtuğ        | Halil Tuğlu *             |
| Sedef Avci             | Menekşe Tuğlu (Doğantürk) |
| Murat Daltaban         | Mithat Ateş *             |
| Caner Candarlı         | Kadir Doğantürk           |
| Hasan Küçükçetin       | Mustafa Genç *            |
| Fırat Tanış            | Yusuf Doğantürk           |
| Yıldız Kültür          | Zarif Doğantürk           |
| Mehmet Çevik           | Hasan Doğantürk           |
| Nergis Çorakçı         | Süheyla Doğantürk         |
| Ekin Türkmen           | Zeynep Sönmez             |
| Tamay Kılıç            | Lale Doğantürk            |
| Gökçer Genç            | Ömer Ceylan               |
| Gülce Uğurlu           | Emine Değirmen            |
| Begüm Benian           | Sema Ateş                 |
| Nihat Alptuğ Altınkaya | Semih *                   |
| Ezgi Asaroğlu          | Canay Balcı               |
| Gülşah Ertuğrul        | Aysel Aycan *             |
| Fatoş Sılan            | Zerrin                    |
| İlkay Akdağlı          | Suphi                     |
| Tolga Akman            | Sinan                     |
| Selin İşcan            | Doğanay                   |
| Saadet Sun             | Filiz Balcı               |
| Seyhan Arman           | Cici                      |
| Burç Sezişli           | İşçi                      |
| Mecit Kervancı         | Hilmi *                   |
| Kaya Erdaş             | Kahveci                   |
| Numan Acar             | Mehmet                    |
| Serdar Görsus          | İsmet *                   |
| Patricia Lueger        | Inge Berger               |